# Silvio Gazzaniga
Silvio Gazzaniga, född 23 januari 1921 i Milano, död 31 oktober 2016 i Milano, var en italiensk skulptör. Gazzaniga är skapare till pokalen FIFA World Cup Trophy som delas ut till vinnaren av fotbolls-VM.